# Ibrahim Pasja

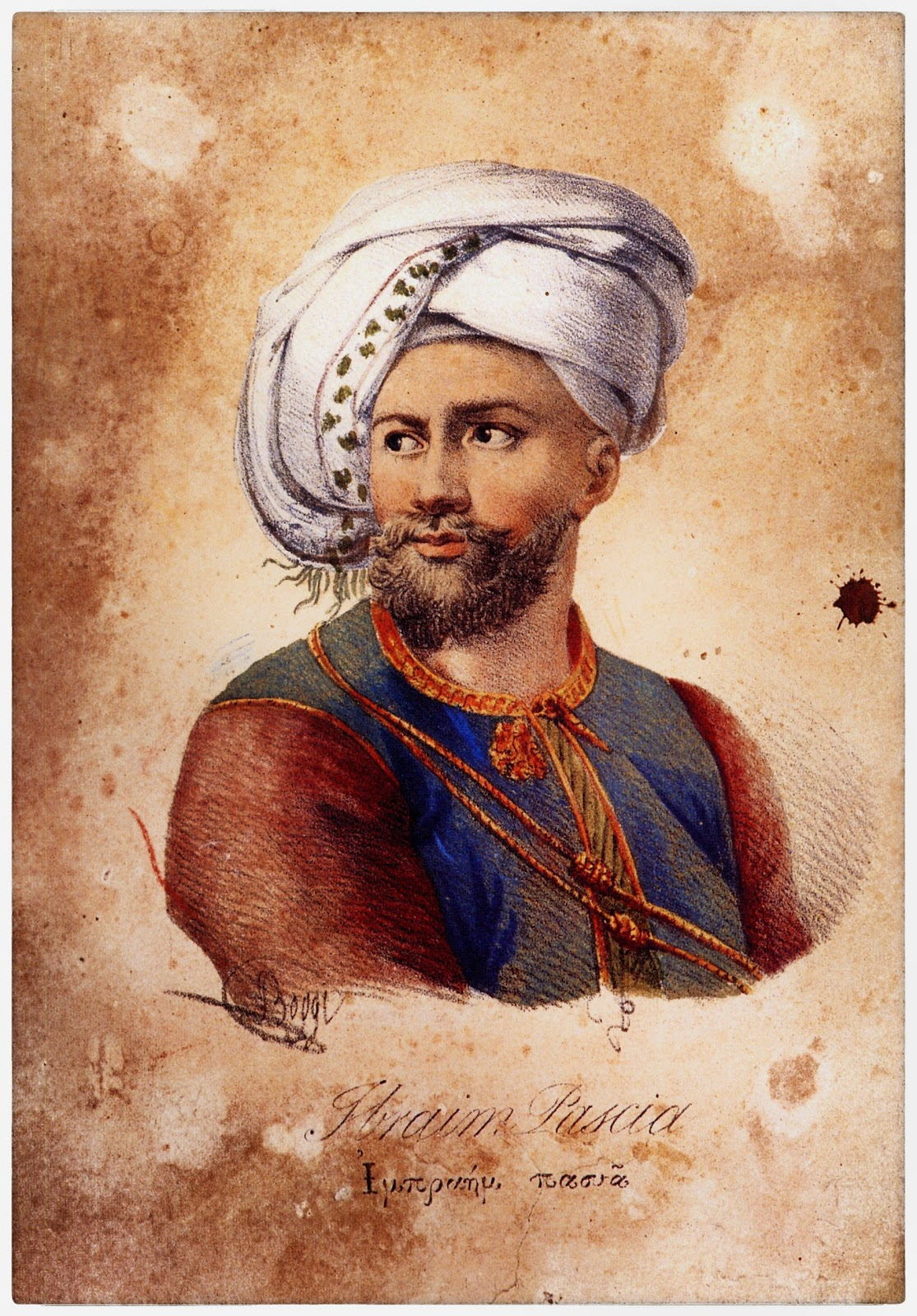
Ibrahim Pasja

Ibrahim Pasja (Kavala, 1789 – Caïro, 10 november 1848) Egyptische generaal, gouverneur van Syrië 1831-1841, paar maanden regent voor Mohammed Ali in 1848.
Ibrahim was waarschijnlijk een van de beste 19de-eeuwse Egyptische generaals, met successen in Arabië, Soedan, Griekenland, Turkije, Syrië en Palestina. Hij oefende het Egyptische leger volgens Europees model.
Tijdens zijn jaren als heerser van Syrië heeft hij het feodale systeem onderdrukt, maar gebruikte strenge maatregelen om hervormingen er door te krijgen. 
Volgens Engelse officieren die hem in 1828 zagen was Ibrahim kort, dik en gelittekend door de pokken, een scherp contrast met het beeld dat men nu van hem heeft.

## Biografie
- 1789 - Geboren in Kavalla, Roemelië, nu Kavála, Griekenland.
- (onbekend) - Op een bepaald moment werd hij geadopteerd door Mohammed Ali
- 1816-1818 - Leidt de Egyptische troepen tegen de stam van de Saoedi's in Arabië, die vernietigd worden als politieke macht.
- 1821-1822 - Leidt een missie in Soedan.
- Juli 1824 - Hij leidt een campagne tegen de Griekse opstand tegen de Ottomaanse heerschappij. Hoewel hij overwinningen behaalt, kan hij de controle over het land niet herwinnen, en neemt wraak door duizenden Grieken als slaven naar Egypte te deporteren.
- Oktober 1828 - De troepen van Groot-Brittannië, Frankrijk en Oostenrijk verdrijven de troepen van Ibrahim uit Griekenland.
- 1831 - Mohammed Ali zegt zijn trouw aan de Ottomaanse sultan op en Ibrahim valt Syrië binnen.
- 21 december 1831 - Hij leidde de uiteindelijke overwinning op de Ottomaanse troepen bij Konya, en hij verovert de provincies Syrië en Adana.
- 4 mei 1833 - Hij tekent een overeenkomst met de Ottomanen die hem tot gouverneur-generaal van Syrië en Adana maakt, maar nog steeds onder de bevoegdheid van Mohammed Ali.
- 1838 - Er ontstond een nieuw conflict met Ottomaanse Rijk over Syrië, weer met overwinning voor Ibrahim.
- 1839 - Haifa werd ingenomen door Ibrahim.
- 1839 - Ibrahim behaalt zijn grootste overwinning bij Nizip, waar de Ottomaanse vloot ten onder gaat.
- 1840 - Jericho werd verwoest door Ibrahim.
- Juni 1840 - De Europese mogendheden vrezen dat het Ottomaanse Rijk uit elkaar zal vallen, en laten Mohammed Ali een overeenkomst tekenen die ervoor zorgt dat hij erfelijke heerser van Egypte wordt in ruil voor Syrië en Adana.
- Februari 1841 - De Britse en Franse troepen verdrijven Ibrahim uit Syrië en Adana.
- Juli 1848 - Mohammed Ali wordt verwijderd van de macht wegens dementie, en Ibrahim volgt hem op als regent.
- 10 november 1848 - Ibrahim sterft in Caïro.

## Onderscheidingen
- Orde van Sint-Jozef in 1817
- Grootkruis in het Legioen van Eer in 1845
- Grootkruis in de Orde van de Toren en het Zwaard in 1846